# F1 Manager 2022
Az F1 Manager 2022 a Frontier Developments által fejlesztett és kiadott hivatalos versenymenedzsment-szimulációs játék a 2022-es Formula–1, Formula–2 és Formula–3 bajnoksághoz. Ez az F1 Manager sorozat első része, és az első licencelt menedzserjáték az EA Sports által készített F1 Manager óta. A játék Microsoft Windowsra, PlayStation 4-re, PlayStation 5-re, Xbox One-ra és Xbox Series X/S-re jelent meg 2022. augusztus 30-án. A Frontier Developments 2022. október 28-án bejelentette, hogy a fejlesztést és a támogatást mindössze két hónappal az első megjelenés után befejezik.

## Játékmenet
Versenymenedzsment játékként az F1 Manager 2022 részletesebb karrierréteget kínál a Codemasters által az F1 2020-ban bevezetett My Team módhoz képest. A játék egy stratégiai szerkesztővel rendelkezik, ahol a játékos beoszthatja a boxkiállásokat, a gumikat és a tempót minden egyes körre. A játékban szerepel az alkatrészfejlesztés, a költségplafon, az ERS, valamint a Formula–1-es csapatok által a való életben használt fedélzeti kamerák. Karun Chandhok és David Croft professzionális angol kommentátorok hangját, valamint a Frontier Developments logója után megjelenő Forma–1-es közvetítések nyitócímeit is tartalmazza, míg az átmenetek újraalkotásra kerültek, miközben hűségesebbek a Forma–1-es közvetítésekhez. A játékban valódi mérnökök és versenyzők szerepelnek a Formula–1, Formula–2 és Formula–3 versenyzői közül. Valódi Forma–1-es versenyzők és versenymérnökök csapatrádiói is rendelkezésre állnak. Vörös zászlók is szerepelnek.

## Fejlesztés és kiadás
Az F1 Manager 2022-t hivatalosan 2022 márciusában jelentették be. Ez az első videojáték az F1 Manager sorozatban, amely 2022 és 2025 között rendelkezik a Formula–1, Formula–2 és Formula–3 bajnokságok hivatalos licencével. Az EA Sports 2000-es F1-es menedzsere óta ez az első Forma-1 licencelt menedzserjáték. A játékot Unreal Engine 4-gyel fejlesztették. Fejlesztője és kiadója a Frontier Developments, egy brit videojáték-fejlesztő, amely olyan címekről ismert, mint az Elite Dangerous, a Planet Coaster, a Planet Zoo és a Jurassic World Evolution. A játék Microsoft Windows, PlayStation 4, PlayStation 5, Xbox One és Xbox Series X/S platformokon jelent meg 2022. augusztus 30-án. A játékot előrendelő játékosok öt nappal korábban, 2022. augusztus 25-én előzetesen hozzáférhettek a játékhoz.

## Fogadtatás
| Összegzőoldal | Értékelés                           |
| ------------- | ----------------------------------- |
| Metacritic    | PC: 78/100 PS5: 74/100 XSXS: 80/100 |

| Szerző                 | Értékelés |
| ---------------------- | --------- |
| GameStar (DE)          | 78/100    |
| IGN                    | 8/10      |
| PC Gamer (US)          | 79/100    |
| PCGamesN               | 6/10      |
| Push Square            | [ 24 ]    |
| The Games Machine (IT) | 8.4/10    |

Az F1 Manager 2022 "általában kedvező" értékeléseket kapott a Windows és az Xbox Series X/S rendszerhez a Metacritic kritika-összesítő szerint;  a PlayStation 5 "vegyes vagy átlagos" értékeléseket kapott.
A megjelenés hetében a negyedik legkelendőbb kiskereskedelmi játék volt az Egyesült Királyságban.

## Fordítás
Ez a szócikk részben vagy egészben  a   F1 Manager 2022 című angol Wikipédia-szócikk ezen változatának fordításán alapul.  Az eredeti cikk szerkesztőit annak laptörténete sorolja fel. Ez a jelzés csupán a megfogalmazás eredetét és a szerzői jogokat jelzi, nem szolgál a cikkben szereplő információk forrásmegjelöléseként.